# Motore Fiat Fiasa
Il cosiddetto "motore FIASA", in Italia chiamato spesso "motore Brasile", è un motore prodotto in diverse varianti dalla casa automobilistica FIAT, dal 1976 al 2001.

## Storia e caratteristiche principali
Progettato sotto la guida di Aurelio Lampredi, questo motore fu installato per la prima volta sulla FIAT 147 di produzione brasiliana, nel settembre del 1976. Il nome "FIASA", utilizzato soltanto in modo informale, è acronimo di "FIAT Automóveis S.A.", cioè la filiale brasiliana di FIAT per la quale fu sviluppato e nei cui stabilimenti veniva prodotto. Venne esportato anche in Europa, per essere installato in vari modelli del gruppo, con spedizioni in container di 144 motori ciascuno.
Dal punto di vista tecnico, si tratta di un motore a quattro cilindri in linea per disposizione anteriore trasversale, con albero motore a cinque supporti di banco, blocco cilindri in ghisa e testata in lega di alluminio. La distribuzione avviene per mezzo di due valvole per cilindro, comandate da un albero a camme in testa mosso da una cinghia dentata. La valvole di aspirazione e scarico sono parallele, inclinate di 12° rispetto alla verticale dei cilindri e azionate direttamente dalle camme, con punterie a bicchiere con registro manuale per mezzo di spessori.
Originariamente concepito come motore a ciclo Otto per alimentazione a benzina, è stato successivamente proposto anche con alimentazione ad alcool (etanolo) e in versione Diesel. Tra le caratteristiche salienti delle diverse varianti, vi è la misura praticamente fissa dell'alesaggio (76 o 76,1 mm); riguardo alla corsa invece, sebbene nasca come superquadro con corsa di 57,8 mm, il motore risultava fin dall'inizio adattabile a valori assai più ampi, rivelati dall'adozione di una biella di lunghezza considerevole (13 cm). Difatti la corsa della versione con cilindrata più alta è arrivata a 82,5 mm configurando un motore sottoquadro.
Di seguito si dettagliano le versioni prodotte, raggruppate secondo la loro cubatura, in ordine cronologico di apparizione sul mercato.

## La versione da 1049 cm³
Si tratta probabilmente della variante più nota di questa famiglia di motori, essendo anche quella originaria al momento della sua commercializzazione.
Queste le sue misure fondamentali:
- alesaggio e corsa: 76x57,8 mm
- cilindrata: 1048,8 cm³

Con questa cilindrata sono state prodotte varianti sia per il mercato sudamericano (e brasiliano in particolare), sia per quello europeo, tutte con alimentazione a benzina e adottate da vari modelli prevalentemente a marchio FIAT, con l'unica eccezione della Autobianchi/Lancia Y10, che è stata anche la sola per la quale è stata sviluppata una versione sovralimentata. Tra gli aspetti più significativi, la netta differenza nel rapporto di compressione tra gli allestimenti destinati al mercato brasiliano e quello europeo; nel primo caso i valori sono particolarmente bassi in ragione della scarsa qualità dei carburanti disponibili in Brasile in quegli anni.
Da notare che un motore con la stessa cubatura era stato introdotto dal gruppo FIAT già a inizio 1975, per la nuova Autobianchi A112 Abarth 70 HP. Si tratta però di un'unità del tutto diversa, appartenente alla famiglia dei motori della cosiddetta Serie 100.
| Motori FIASA da 1049 cm³          |                                                                                                |                             |                          |                                                                 |                              |                                                                                       |                    |
| Variante                          | Alimentazione                                                                                  | Accensione                  | Rapporto di compressione | Potenza massima kW (CV)/rpm                                     | Coppia massima N·m/rpm       | Applicazioni                                                                          | Anni di produzione |
| 127 AB.OC.0000.11                 | Carburatore monocorpo Brosol Solex H32-DIS-1 o Weber 32 ICEV 30/250 (dal 1980) starter manuale | Spinterogeno                | 7,2:1 7,4:1              | 40,45 (55)/5800 SAE (1976-1977) 41,18 (56)/5800 SAE (1978-1982) | 76,49/3800 SAE 77,5/3600 SAE | Fiat 147 (in Brasile)                                                                 | 1976-1982          |
| 127 A.000 127 AB.ON.0 127 AJ.OC.0 | Carburatore monocorpo Weber 32 ICEV 16/150 o Solex C 32 TDI/4 starter automatico               | Spinterogeno                | 9,3:1                    | 36,8 (50)/5600 DIN                                              | 77,5/3000 DIN                | Fiat 127 Fiat Fiorino (Europa)                                                        | 1977-1981          |
| 127 A1.000 127 AB.1C.0            | Carburatore doppio corpo Weber 34 DMTR 47/250 starter manuale                                  | Spinterogeno                | 9,8:1                    | 51,5 (70)/6500 DIN                                              | 83,4/4500 DIN                | Fiat 127 Sport                                                                        | 1978-1982          |
| 127 A6.000 127 AE.OA.0            | Carburatore monocorpo Weber 32 ICEV 26/250 o Solex C 32 DISA-5 starter manuale                 | Spinterogeno                | 9,5:1                    | 44,1 (60)/5800 DIN                                              | 81,5/3500 DIN                | Fiat Ritmo 60 L (1050)                                                                | 1978-1982          |
| 127 A.046^                        | Carburatore monocorpo Weber 32 ICEV 34/150 o Solex C 32 TDI/2 starter automatico               | Spinterogeno                | 9,3:1                    | 36,8 (50)/5600 DIN                                              | 77,5/3000 DIN                | Fiat 127 e Fiorino (alcuni mercati europei, 1981-87) Fiat 127 "unificata" (1983-1987) | 1980-1987          |
| 127 A6.054                        | Carburatore monocorpo                                                                          | Spinterogeno                | 9,3:1                    | 36,8 (50)/5600 DIN                                              | 77,5/3000 DIN                | Fiat Fiorino (Europa)                                                                 | 1982-1987          |
| M201DA.10.000.11                  | Carburatore monocorpo Weber 32 ICEV 190057 (1983) o 190066 (1984-85) starter manuale           | Spinterogeno                | 8:1                      | 38,3 (52)/5600 ABNT                                             | 76/3200 ABNT                 | Fiat 147 (Brasile)                                                                    | 1983-1985          |
| M201GL.10.000.11                  | Carburatore monocorpo Weber 32 ICEV 190066 starter manuale                                     | Spinterogeno                | 8:1                      | 38,3 (52)/5600 ABNT                                             | 76/3200 ABNT                 | Fiat Uno (Brasile)                                                                    | 1984-1986          |
| 156 A.000                         | Carburatore monocorpo Weber 32 ICEV 55/250                                                     | Elettronica breakerless     | 9,5:1                    | 40 (55)/5850 DIN                                                | 81,4/3000 DIN                | Autobianchi/Lancia Y10 Touring                                                        | 1985-1989          |
| 156 A1.000 156 A1.046^ (Svizzera) | Carburatore doppio corpo Weber 30/32 DMTR 103/251 turbocompressore IHI RHB 52                  | Digitale Marelli "Digiplex" | 7:1                      | 62 (85)/5750 DIN                                                | 122,6/2750 DIN               | Autobianchi/Lancia Y10 Turbo                                                          | 1985-1989          |

^Motore con caratteristiche rispondenti alla direttiva n. 8/665/CEE e all'emendamento 03 del Regolamento ECE n. 15

## Le versioni da 1297 cm³
In ordine cronologico, quella da 1,3 litri è la seconda cubatura resa disponibile per questa famiglia di motori. Ottenuta aumentando la sola corsa del pistone dai 57,8 mm originari a 71,5 mm, questa versione venne presentata da FIAT nel Novembre del 1978, sempre nel mercato di produzione stesso, vale a dire il Brasile.
Queste le misure fondamentali:
- alesaggio e corsa: 76x71,5 mm
- cilindrata: 1297 cm³

Pur con identiche misure, questo motore non è da confondersi con quelli di identica cubatura prodotti da FIAT in quel periodo: quello utilizzato dalla Lancia Beta dal 1974 al 1978 apparteneva infatti alla famiglia dei cosiddetti bialbero FIAT, mentre quello montato in quegli stessi anni sulla prima serie della FIAT 131 era un'evoluzione del motore originario di FIAT 124, caratterizzato da distribuzione ad albero a camme laterale, con aste e bilanceri.
La cilindrata non era la sola novità di questa versione da 1,3 litri, presentata fin da subito in tre varianti: quella standard, tecnicamente equivalente al motore originario da 1049 cm³ e destinata alla FIAT 147 GLS, nuovo allestimento dell'utilitaria brasiliana; una seconda dal carattere più sportivo, montata sulla altrattanto inedita FIAT 147 Rallye, si distingueva per il carburatore doppio corpo (componente importato dall'Italia); la terza variante, infine, costituì un primato tecnologico mondiale quale primo motore automobilistico alimentato ad alcool prodotto in grande serie. Mentre le prime due andarono in vendita immediatamente, la commercializzazione della versione ad alcool iniziò nel luglio del 1979, a seguito di uno sviluppo durato circa tre anni.
Nel tempo i motori di questa cilindrata sono stati installati su vari modelli della FIAT 147 e delle sue derivate, oltre alla successiva FIAT Uno costruita in Brasile. Le varianti si distinguono per alcune modifiche minori, in particolare nel rapporto di compressione o nei modelli di carburatori utilizzati. L'unica variante con questa cilindrata destinata al mercato europeo fu sviluppata per la Y10 ed era dotata di iniezione elettronica e scarico con marmitta catalitica.

### Benzina
| Motori FIASA da 1297 cm³ a benzina  |                                                              |                                                                      |                          |                         |                    |                                                         |                    |
| Variante                            | Alimentazione                                                | Accensione                                                           | Rapporto di compressione | Potenza max kW (CV)/rpm | Coppia max N·m/rpm | Applicazioni                                            | Anni di produzione |
| 127 AB.2C.0000.11 127 DB.2C.0044.11 | Carburatore monocorpo Brosol Solex H32-DIS-1 starter manuale | Spinterogeno                                                         | 7,5:1                    | 45 (61)/5400 SAE        | 97,1/3000 SAE      | Fiat 147 GLS Fiat 147 Pick-up                           | 1978-1982          |
| 127 AB.2C.0089.11                   | Carburatore doppio corpo Weber 34 DMTR 49/250                | Spinterogeno o elettronica breakerless (optional su Fiat 147 Racing) | 7,5:1                    | 53 (72)/5800 SAE        | 105,9/4000 SAE     | Fiat 147 Rallye (1978-1981) Fiat 147 Racing (1982-1983) | 1978-1983          |
| 127 DB.2C.0000.11                   | Carburatore Wecarbrás 32 ICEV                                | Spinterogeno                                                         | 8:1                      | 43 (58)/5200 DIN        | 98/3000 DIN        | Fiat 147 Spazio, Panorama, Oggi                         | 1983-1985          |
| 127 DB.2C.0089.11                   | Carburatore doppio corpo Wecarbrás 34 DMTR 49/250/B          | Spinterogeno o elettronica breakerless (optional)                    | 8:1                      | 52 (71)/5600 DIN        | 102/3000 DIN       | Fiat 147 Spazio TR                                      | 1983-1985          |
| M201KL.13.000.11 146 A4.011         | Carburatore monocorpo Weber 32 ICEV 190065 starter manuale   | Spinterogeno                                                         | 8:1                      | 42,8 (58,2)/5200 ABNT   | 98/3000 ABNT       | Fiat Uno (Brasile) Fiat Fiorino e City (Brasile)        | 1984-1990          |
| M201KB.13.000.11                    | Carburatore doppio corpo Wecarbrás 34 DMTR 49/250/B          | Spinterogeno                                                         | 8:1                      | 52 (71)/5600 DIN        | 102/3000 DIN       | Fiat Uno SX (Brasile)                                   | 1984-1986          |
| 146 A5.046                          | Iniezione elettronica multi-point Bosch L3.2 Jetronic        | Digitale Marelli "Digiplex 2"                                        | 9,2:1                    | 53 (72)/5750 DIN        | 100/3250 DIN       | Lancia/Autobianchi Y10 1.3 i.e. con catalizzatore       | 1987-1994          |

### Alcool
| Motori FIASA da 1297 cm³ ad alcool  |                                                                   |              |                          |                         |                    |                                           |                    |
| Variante                            | Alimentazione                                                     | Accensione   | Rapporto di compressione | Potenza max kW (CV)/rpm | Coppia max N·m/rpm | Applicazioni                              | Anni di produzione |
| 127 AB.2C.0991.11 127 AJ.8C.0000.11 | Carburatore monocorpo Brosol Solex H32-DIS Weber 190 (1980-83)    | Spinterogeno | 11,2:1 10,6:1 (1981-83)  | 50,5 (69)/5400 SAE      | 115/3000 SAE       | Fiat 147                                  | 1979-1983          |
| 127 DJ.8C.0000.11                   | Carburatore monocorpo Weber 190                                   | Spinterogeno | 10,5:1                   | 45,6 (62)/5200 SAE      | 113/3000 SAE       | Fiat 147 Spazio, Panorama, Oggi           | 1983-1986          |
| M201BW.13.000.11 146 A5.011         | Carburatore monocorpo Weber 32 ICEV 190064/190076 starter manuale | Spinterogeno | 10,5:1                   | 43,9 (59,7)/5200 ABNT   | 98/2600 ABNT       | Fiat Uno (Brasile) Fiat Fiorino (Brasile) | 1984-1990          |
| M201HW.13.000.11                    | Carburatore doppio corpo Wecarbrás 34 DMTB 460200 starter manuale | Spinterogeno | 10,5:1                   | 51,5 (70)/5600 ABNT     | 102/3000 ABNT      | Fiat Uno SX (Brasile)                     | 1984-1986          |

## Le versioni da 1301 cm³
I motori "FIASA" da 1,3 litri si caratterizzano per alcune specificità degne di nota: tra di esse il fatto che questo motore è stato realizzato in due cilindrate lievemente differenti, perché oltre a quella da 1297 cm³ presentata per prima, dal 1981 è stata prodotta anche con cubatura di 1301 cm³, per effetto di un allargamento dell'alesaggio di appena 0,1 mm. Inoltre, come già visto, tale motore è stato sviluppato in varie configurazioni di alimentazione; se con la cilindrata di 1297 cm³ esistono motori a benzina e ad alcool, la versione da 1301 cm³ si distingue per la disponibilità di un allestimento a gasolio, oltre a quelli a benzina.
Queste le misure fondamentali:
- alesaggio e corsa: 76,1x71,5 mm
- cilindrata: 1301 cm³

Anche per questa cilindrata, è da sottolineare l'esistenza di altri motori FIAT con misure esattamente uguali, benché appartenenti ad altre famiglie: dal "Bialbero" utilizzato dal 1978 al 1981 su Lancia Beta, all'unità ad aste e bilanceri di FIAT 131 utilizzata esattamente negli stessi anni. Sempre con la stessa cubatura, ma con valori di alesaggio e corsa differenti, dal 1978 al 1991 sono stati prodotti anche motori della famiglia Monoalbero FIAT. Alla base dell'adozione di questa specifica cilindrata di 1301 cm³ per tutti questi motori del gruppo FIAT, c'erano il Codice della Strada nonché il sistema di calcolo della tassa di circolazione e del premio di assicurazione RCA in vigore in Italia in quegli anni, basato sulla potenza fiscale; le autovetture con motori oltre 1300 cm³ godevano infatti di un limite di velocità in autostrada innalzato a 140 km/h rispetto ai 130 km/h riservato alle auto di categoria inferiore, ma fino ai 1372 cm³ restavano nella classe dei 15 cavalli fiscali.

### Diesel
In effetti, il primo motore FIASA a utilizzare questa esatta cubatura è stata la variante Diesel, progettata primariamente per il mercato europeo, nel quale fu presentata agli inizi del 1981, al Salone di Ginevra. Peraltro questo motore non è mai stato commercializzato in Brasile, paese nel quale non era consentito in quel periodo vendere autovetture a gasolio.
| Motori FIASA da 1301 cm³ a gasolio |                                                                                          |                          |                         |                    |                                                        |                    |
| Variante                           | Alimentazione                                                                            | Rapporto di compressione | Potenza max kW (CV)/rpm | Coppia max N·m/rpm | Applicazioni                                           | Anni di produzione |
| 127 A5.000 146 B1.000              | Iniezione indiretta con precamera e pompa meccanica Bosch candelette di preriscaldamento | 20:1                     | 33 (45)/5000 DIN        | 74,5/3000 DIN      | Fiat 127 D Fiat Fiorino Fiat Uno Fiat Duna (Argentina) | 1981-1994          |
| 156 A5.000                         | Iniezione indiretta con precamera e pompa meccanica Bosch candelette di preriscaldamento | 20:1                     | 27 (37)/4000 DIN        | 70/2500 DIN        | Fiat Panda D                                           | 1986-1989          |

### Benzina
| Motori FIASA da 1301 cm³ a benzina |                                                                  |                               |                          |                         |                    |                                 |                    |
| Variante                           | Alimentazione                                                    | Accensione                    | Rapporto di compressione | Potenza max kW (CV)/rpm | Coppia max N·m/rpm | Applicazioni                    | Anni di produzione |
| 127 A3.000                         | Carburatore doppio corpo Weber 34 DMTR 54/250 starter manuale    | Spinterogeno                  | 9,75:1                   | 55,15 (75)/5750 DIN     | 103/3500 DIN       | Fiat 127 Sport 75HP             | nov-1981-1983      |
| 146 A5.000                         | Carburatore doppio corpo Weber 30/32 DMTE 27/150 starter manuale | Elettronica breakerless       | 9,35:1                   | 49 (67)/5500 DIN        | 101/2500 DIN       | Fiat Duna Fiat Fiorino          | 1987-1994          |
| 156 B.000                          | Iniezione elettronica multi-point Bosch L3.1 Jetronic            | Digitale Marelli "Digiplex 2" | 9,6:1                    | 56 (76)/5750 DIN        | 100/3250 DIN       | Lancia/Autobianchi Y10 1.3 i.e. | 1989-1994          |

## La versione da 1415 cm³
Nella seconda metà del 1984, ebbe brevissima vita commerciale una versione del motore con corsa allungata a 78 mm. Questa unità da 1415 cm³ equipaggiava la FIAT Oggi CSS, un allestimento sportivo prodotto dalla FIAT brasiliana in serie limitata a 300 esemplari, al solo scopo di omologare il motore per poter partecipare nelle competizioni del "Campeonato Brasileiro de Marcas e Pilotos". Alimentato ad alcool, disponeva di carburatore doppio corpo e accensione elettronica.
Queste le misure fondamentali:
- alesaggio e corsa: 76x78 mm
- cilindrata: 1415 cm³

| Motore FIASA da 1415 cm³ ad alcool |                                   |                         |                          |                         |                    |               |                    |
| Variante                           | Alimentazione                     | Accensione              | Rapporto di compressione | Potenza max kW (CV)/rpm | Coppia max N·m/rpm | Applicazioni  | Anni di produzione |
| n.d.                               | Carburatore doppio corpo Weber 34 | Elettronica breakerless | 10,65:1                  | 58 (78)/5600 ABNT       | 112/3000 ABNT      | Fiat Oggi CSS | 1984               |

## La versione da 1116 cm³
Con l'arrivo della FIAT Duna in Europa, all'inizio del 1987 inizia la commercializzazione del motore da 1,1 litri prodotto in Brasile. Solo la corsa cambia, con un valore di 61,5 mm, arrivando a una cilindrata di 1116 cm³, curiosamente identica a quella del pari cubatura di produzione italiana nato per la FIAT 128 nel 1969, pur con misure completamente diverse di alesaggio e corsa.
Queste le misure fondamentali:
- alesaggio e corsa: 76x61,5 mm
- cilindrata: 1116 cm³

| Motore FIASA da 1116 cm³ |                                                                  |                         |                          |                         |                    |                                                        |                    |
| Variante                 | Alimentazione                                                    | Accensione              | Rapporto di compressione | Potenza max kW (CV)/rpm | Coppia max N·m/rpm | Applicazioni                                           | Anni di produzione |
| 146 A6.000               | Carburatore doppio corpo Weber 30/32 DMTE 28/150 starter manuale | Elettronica breakerless | 9,35:1                   | 43 (58)/5500 DIN        | 87/2750 DIN        | Fiat Duna Fiat Penny Fiat Fiorino Fiat Uno CS (Europa) | 1987-1991          |

## Le versioni da 1497 cm³
Il motore FIASA arrivò alla sua massima cubatura con la versione da 1497 cm³ lanciata nel 1989 per essere installata sul FIAT Fiorino di seconda generazione. Con una corsa del pistone allungata fino a 82,5 mm, questo motore sottoquadro era pensato per offrire una coppia più favorevole a regimi più bassi, sfruttabile per gli usi tipici di un mezzo commerciale e da trasporto quale il Fiorino. In seguito è stato installato anche sulle versioni brasiliane di FIAT Uno, Premio e Elba, ricevendo anche l'iniezione elettronica single point e il catalizzatore, oltre a essere disponibile anche in versione alimentate a etanolo. Sulle ultime evoluzioni, installate sulle vetture del Progetto 178 (FIAT Palio e Strada), l'impianto di iniezione adottò un sistema multi-point.
Queste le misure fondamentali:
- alesaggio e corsa: 76x82,5 mm
- cilindrata: 1497 cm³

### Benzina
| Motore FIASA da 1497 cm³ a benzina |                                                            |                                               |                          |                         |                    |                                                                 |                    |
| Variante                           | Alimentazione                                              | Accensione                                    | Rapporto di compressione | Potenza max kW (CV)/rpm | Coppia max N·m/rpm | Applicazioni                                                    | Anni di produzione |
| 146 A2.011                         | Carburatore doppio corpo 32 DMTF 05/250 starter manuale    | n.d.                                          | 8:1                      | 51,8 (70,5)/5000 ABNT   | 120/2750 ABNT      | Fiat Fiorino (Brasile)                                          | 1989-1990          |
| 146 A2.011                         | Carburatore monocorpo Weber 32 ICEV starter manuale        | n.d.                                          | 8,3:1                    | 46,8 (63,6)/5000 ABNT   | 110,7/3000 ABNT    | Fiat Fiorino (Brasile) Fiat Uno CS "Export" (Brasile)           | 1990-1992          |
| 146 A2.011                         | Carburatore monocorpo Weber 32 ICEF 10/150 starter manuale | n.d.                                          | 8,5:1                    | 45 (61)/5000 ABNT       | 108/3000 ABNT      | Fiat Fiorino (Brasile) Fiat Uno (Brasile)                       | 1993-1995          |
| 146 B8.011                         | Iniezione elettronica single point Marelli G6              | Elettronica integrata al sistema di iniezione | 8,5:1                    | 49,5 (67,3)/5000 ABNT   | 118/3000 ABNT      | Fiat Fiorino (Brasile) Fiat Prêmio/Elba (Brasile)               | 1995-1999          |
| 178 A5.011 278 A6.011              | Iniezione elettronica multi-point Marelli 1.G7             | Elettronica integrata al sistema di iniezione | 9,35:1                   | 55,9 (76)/5000 ABNT     | 119/2750 ABNT      | Fiat Palio (Brasile) Fiat Siena (Brasile) Fiat Strada (Brasile) | 1996-2003          |

### Alcool
| Motore FIASA da 1497 cm³ ad alcool |                                                            |                                               |                          |                         |                    |                                           |                    |
| Variante                           | Alimentazione                                              | Accensione                                    | Rapporto di compressione | Potenza max kW (CV)/rpm | Coppia max N·m/rpm | Applicazioni                              | Anni di produzione |
| 146 A3.011                         | Carburatore doppio corpo 32 DMTF 03/250 starter manuale    | n.d.                                          | 11,2:1                   | 52,5 (71,4)/4700 ABNT   | 126,5/2750 ABNT    | Fiat Fiorino (Brasile)                    | 1989-1992          |
| 146 A3.011                         | Carburatore monocorpo Weber 34 ICEF 03/150 starter manuale | n.d.                                          | 11,2:1                   | 49,3 (67)/4750 ABNT     | 124/2750 ABNT      | Fiat Fiorino (Brasile) Fiat Uno (Brasile) | 1993-1994          |
| 146 D1.011                         | Iniezione elettronica single point Marelli G7.1            | Elettronica integrata al sistema di iniezione | 11,5:1                   | 54 (73,4)/5000 ABNT     | 131/3000 ABNT      | Fiat Fiorino (Brasile) Fiat Uno (Brasile) | 1994-1999          |
| 178 A6.011                         | Iniezione elettronica multi-point Marelli 1.G7             | Elettronica integrata al sistema di iniezione | 9,35:1                   | 57 (77)/5000 ABNT       | 119/2750 ABNT      | Fiat Strada (Brasile)                     | 1998-2004          |

## Le versioni da 994 cm³
L'ultima cilindrata sviluppata per questa famiglia di motori è stata quella da 994 cm³, la più piccola disponibile nella sua storia produttiva. Realizzata accorciando la corsa a soli 54,8 mm, venne commercializzata in Brasile a partire da agosto 1990 sulla nuova Fiat Uno Mille, per rientrare nella vantaggiosa categoria fiscale brasiliana riservata alla autovetture con cilindrata inferiore a 1 litro, introdotta due mesi prima. Pressoché in contemporanea, lo stesso motore fu installato anche sulla versione europea della FIAT Uno; in Italia in particolare, questa unità equipaggiò fino al luglio del 1991 un allestimento specifico denominato FIAT Uno 45 Trend 5 porte.
Nel giugno del 1991, sul mercato brasiliano fu resa disponibile una versione dotata di carburatore doppio corpo e leggere modifiche alla distribuzione; era installata sul nuovo allestimento FIAT Uno Mille Brio, che si caratterizzava per un discreto aumento delle prestazioni. Già nel dicembre dello stesso anno, venne però messa fuori produzione, non potendo rientrare nei nuovi limiti di emissioni che sarebbero entrati in vigore in Brasile dall'anno seguente. L'inizio del 1992 vide quindi l'adozione del catalizzatore sulla versione standard del motore, ancora con carburatore monocorpo. Tuttavia, già a fine 1992, FIAT rivide la configurazione di questa unità, eliminando il catalizzatore e adottando al contempo un nuovo sistema di alimentazione e accensione; quest'ultima in particolare passava dal tradizionale spinterigeno a un sistema di accensione elettronica digitale con sensore antidetonazione, consentendo un aumento significativo del rapporto di compressione; assieme a un nuovo carburatore doppio corpo, nel complesso fornivano prestazioni superiori e avrebbero dovuto garantire il rispetto dei limiti di emissione, nonostante l'assenza del catalizzatore. Questo motore equipaggiava la nuova FIAT Mille Electronic, il cui nome prendeva spunto dalla nuova accensione elettronica, ma perdeva la denominazione "Uno", a sancire la distinzione ormai netta della FIAT Mille come gamma autonoma. Successive verifiche dimostrarono tuttavia che tale motorizzazione non rispettava i limiti di emissioni e nel novembre del 1995 fu quindi comminata a FIAT una multa di 3,93 milioni di Reais per le 429.928 autovetture non conformi vendute dal dicembre del 1992 al giugno 1995. Conseguenza di ciò fu la dismissione dell'unità a carburatore, rimpiazzata nel luglio 1995 dalla variante a iniezione elettronica single point con accensione integrata. L'anno successivo, la presentazione della nuova FIAT Palio fu l'occasione per introdurre un'ulteriore evoluzione di tale motore, dotato di impianto di iniezione multi-point.
Negli anni Novanta, in allestimento con iniezione elettronica single point e catalizzatore, questa unità ha equipaggiato alcune versioni della FIAT Uno (o sue derivate) vendute in Europa. In Italia in particolare è stata utilizzata sulle Innocenti Mille, versione rimarchiata della FIAT Mille i.e./EP importata dal Brasile, nonché sulla produzione di fine serie della FIAT Uno europea come FIAT Uno Start e successivamente sulla Innocenti Mille Clip, versione rimarchiata della FIAT Uno prodotta in Polonia.
Queste le misure fondamentali:
- alesaggio e corsa: 76x54,8 mm
- cilindrata: 994 cm³

### Benzina
| Motore FIASA da 994 cm³ a benzina    |                                                               |                                                           |                          |                         |                    |                                                         |                    |
| Variante                             | Alimentazione                                                 | Accensione                                                | Rapporto di compressione | Potenza max kW (CV)/rpm | Coppia max N·m/rpm | Applicazioni                                            | Anni di produzione |
| M201.BA.09.F000.11                   | Carburatore monocorpo 32 ICEF 12/150 starter manuale          | spinterogeno                                              | 8,5:1                    | 34,6 (47)/5500 ABNT     | 70/3000 ABNT       | Fiat Uno Mille (Brasile)                                | 1990-1991          |
| 146 B4.000                           | Carburatore monocorpo Weber 32 ICEV G1 65/250 starter manuale | n.d.                                                      | n.d.                     | 32 (44)/5250 DIN        | 74/2750 DIN        | Fiat Uno 45 Trend 5 porte (Italia)                      | 1990-1991          |
| M201.BA.09.F000.11                   | Carburatore doppio corpo Weber DTMF 14/250 starter manuale    | spinterogeno                                              | 8,5:1                    | 40,1 (54,5)/5750 ABNT   | 75/2750 ABNT       | Fiat Uno Mille Brio (Brasile)                           | 1991               |
| M201.BA.09.F000.11 con catalizzatore | Carburatore monocorpo Weber 32 ICEV                           | spinterogeno                                              | 8,5:1                    | 35,7 (48)/5700 ABNT     | 73/3000 ABNT       | Fiat Uno Mille (Brasile)                                | 1992               |
| M201.BA.09.F000.11                   | Carburatore doppio corpo Weber 28/32 TL DF 06/151             | accensione elettronica digitale Magneti Marelli MicroPlex | 9,5:1                    | 41,3 (56,1)/6000 ABNT   | 78/3250 ABNT       | Fiat Mille Electronic (Brasile)                         | 1992               |
| n.d.                                 | Carburatore doppio corpo Weber 28/32 TL DF 14/150             | accensione elettronica digitale Magneti Marelli MicroPlex | 9,5:1                    | 41,3 (56,1)/6000 ABNT   | 80/3250 ABNT       | Fiat Mille ELX (Brasile)                                | 1994-1995          |
| n.d.                                 | Iniezione elettronica Weber/Marelli SPI G7 11 LC              | Elettronica integrata al sistema di iniezione             | 9,5:1                    | 42,7 (58)/6000 ABNT     | 80/3000 ABNT       | Fiat Mille EP/i.e./SX/EX/Smart (Brasile)                | 1995-2001          |
| 178 A3.011                           | Iniezione elettronica multi-point Weber/Marelli 1G7           | Elettronica integrata al sistema di iniezione             | 9,35:1                   | 44,9 (61)/6000 ABNT     | 79/3000 ABNT       | Fiat Palio (Brasile) Fiat Siena (Brasile)               | 1996-2001          |
| n.d.                                 | Iniezione elettronica Weber/Marelli SPI                       | Elettronica integrata al sistema di iniezione             | 9,3:1                    | 35 (48)/6000 CEE        | 72/2600 CEE        | Fiat Uno (Europa) Innocenti Mille e Mille Clip (Italia) | 1995-2001          |

### Alcool
| Motore FIASA da 994 cm³ ad alcool |                                                     |                                               |                          |                         |                    |                                           |                    |
| Variante                          | Alimentazione                                       | Accensione                                    | Rapporto di compressione | Potenza max kW (CV)/rpm | Coppia max N·m/rpm | Applicazioni                              | Anni di produzione |
| 178 A4.011                        | Iniezione elettronica multi-point Weber/Marelli 1G7 | Elettronica integrata al sistema di iniezione | 11,4:1                   | 44,9 (61)/6000 ABNT     | 79/3000 ABNT       | Fiat Palio (Brasile) Fiat Siena (Brasile) | 1996-2001          |